# Desbruyeresia
Desbruyeresia là một chi ốc biển, là động vật thân mềm chân bụng sống ở biển trong họ Provannidae.

## Các loài
Các loài trong chi Desbruyeresia gồm có:
- Desbruyeresia cancellata Warén & &Bouchet, 1993[2]
- Desbruyeresia marianensis (Okutani & Fujikura, 1990)[3]
- Desbruyeresia marisindica Okutani, Hashimoto & Sasaki, 2004[4]
- Desbruyeresia melanioides Warén & Bouchet, 1993[5]
- Desbruyeresia spinosa Warén & Bouchet, 1993[6]